# 東藤島村
東藤島村（ひがしふじしまむら）は福井県吉田郡にあった村。現在の福井市中心部の北東、九頭竜川左岸、えちぜん鉄道勝山永平寺線の沿線にあたる。

## 地理
- 河川 ： 九頭竜川

## 歴史
- 1889年（明治22年）4月1日 - 町村制の施行により、原目村、上中村、間山村、重立村、玄正島村、島橋村、中ノ郷村、泉田村、北野上村、北野下村、大和田村、堂島村、藤島村及び林村の区域をもって、東藤島村が発足する。
- 1956年（昭和31年）9月30日 - 東藤島村及び岡保村が合併して、藤岡村が発足する。

## 交通

### 鉄道路線
- 京福電気鉄道
  - 越前本線（現・えちぜん鉄道勝山永平寺線）
    - 追分口駅 - 東藤島駅 - 越前島橋駅

### 道路
現在は旧村域に北陸自動車道の福井北インターチェンジが所在するが、当時は未開通。